# 昌原站
昌原站（：／ Changwon yeok */?）是位于韩国庆尚南道昌原市義昌區義昌洞的一座鐵路車站，属于庆全线、德山线和镇海线。

## 历史
- 1905年10月21日 - 落成使用。

## 图片

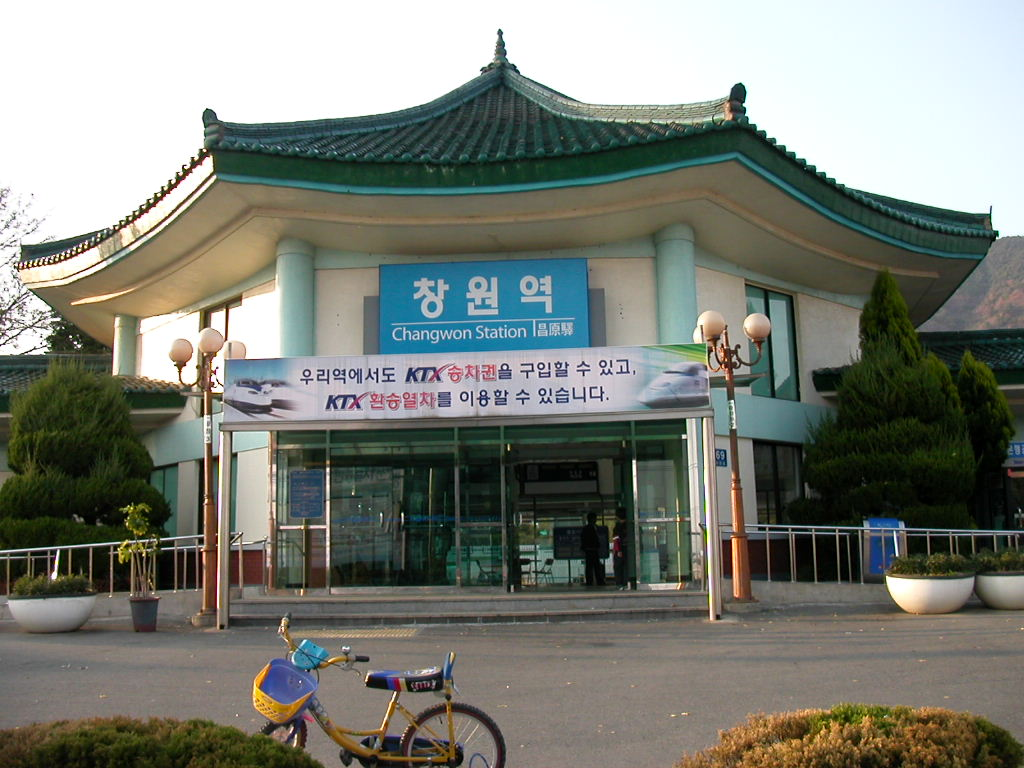
旧车站站舍 (1988年 ~ 2009年)
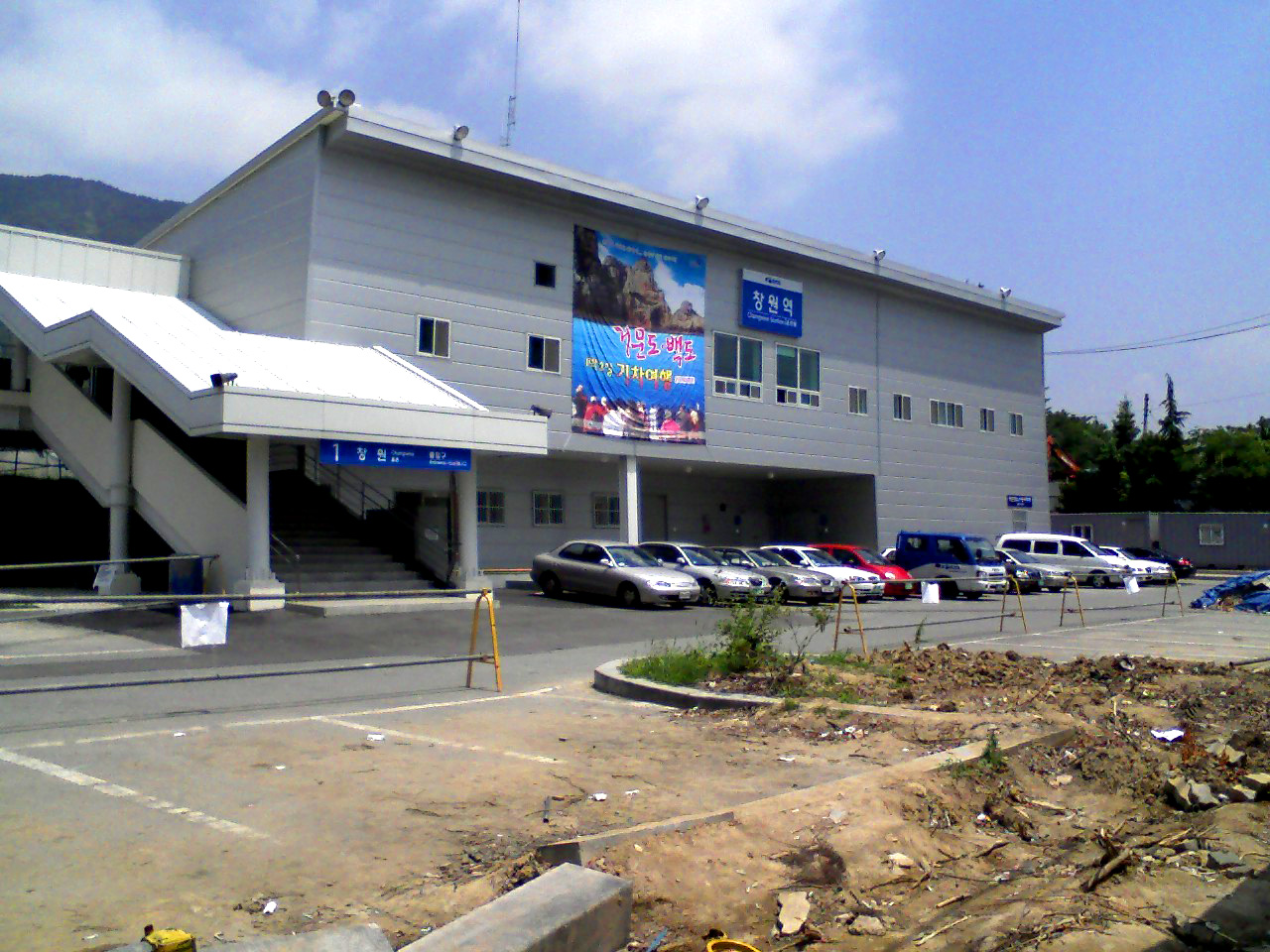
临时站舍 (2009年 ~ 2010年10月)
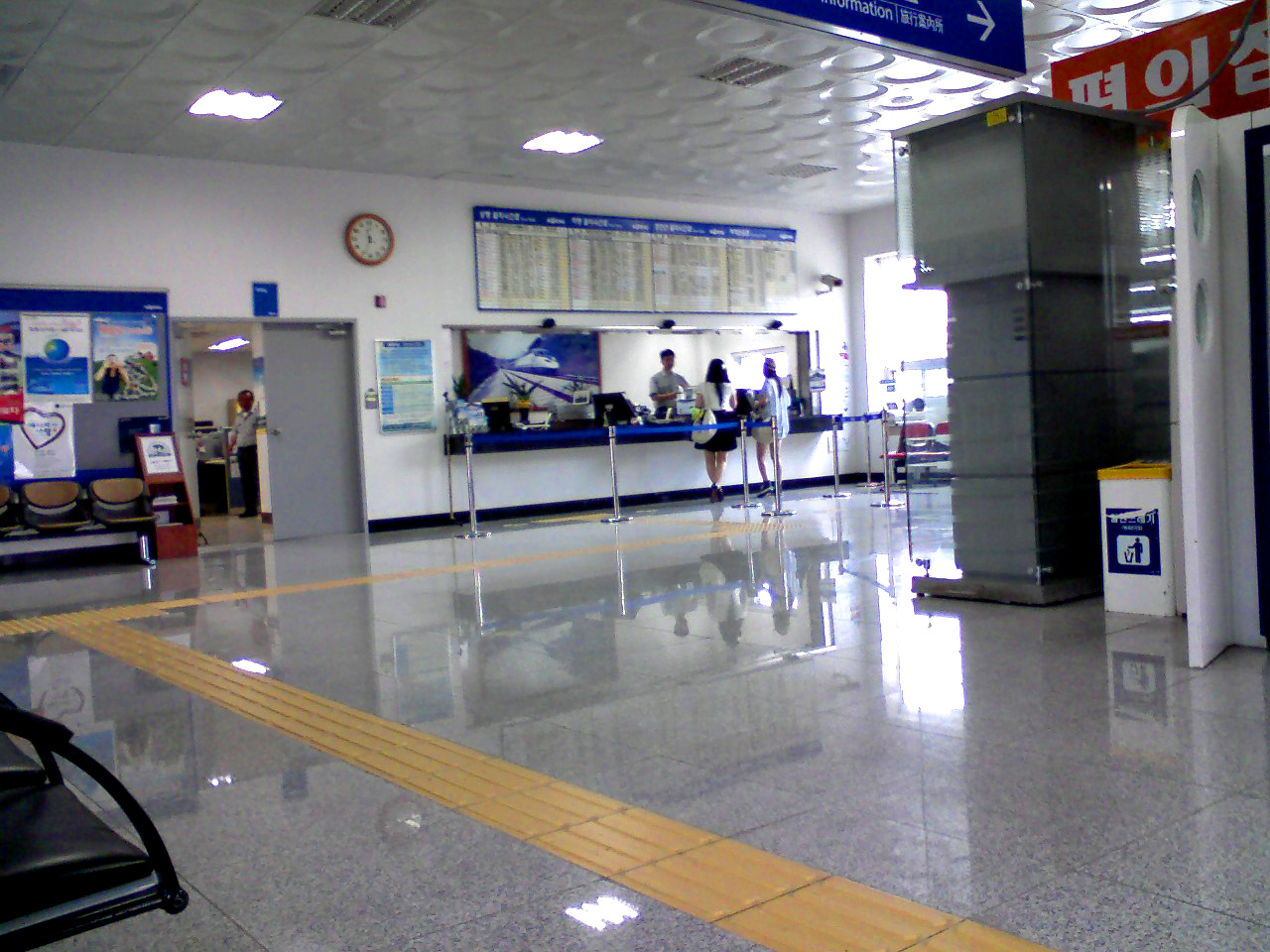
临时站舍内部
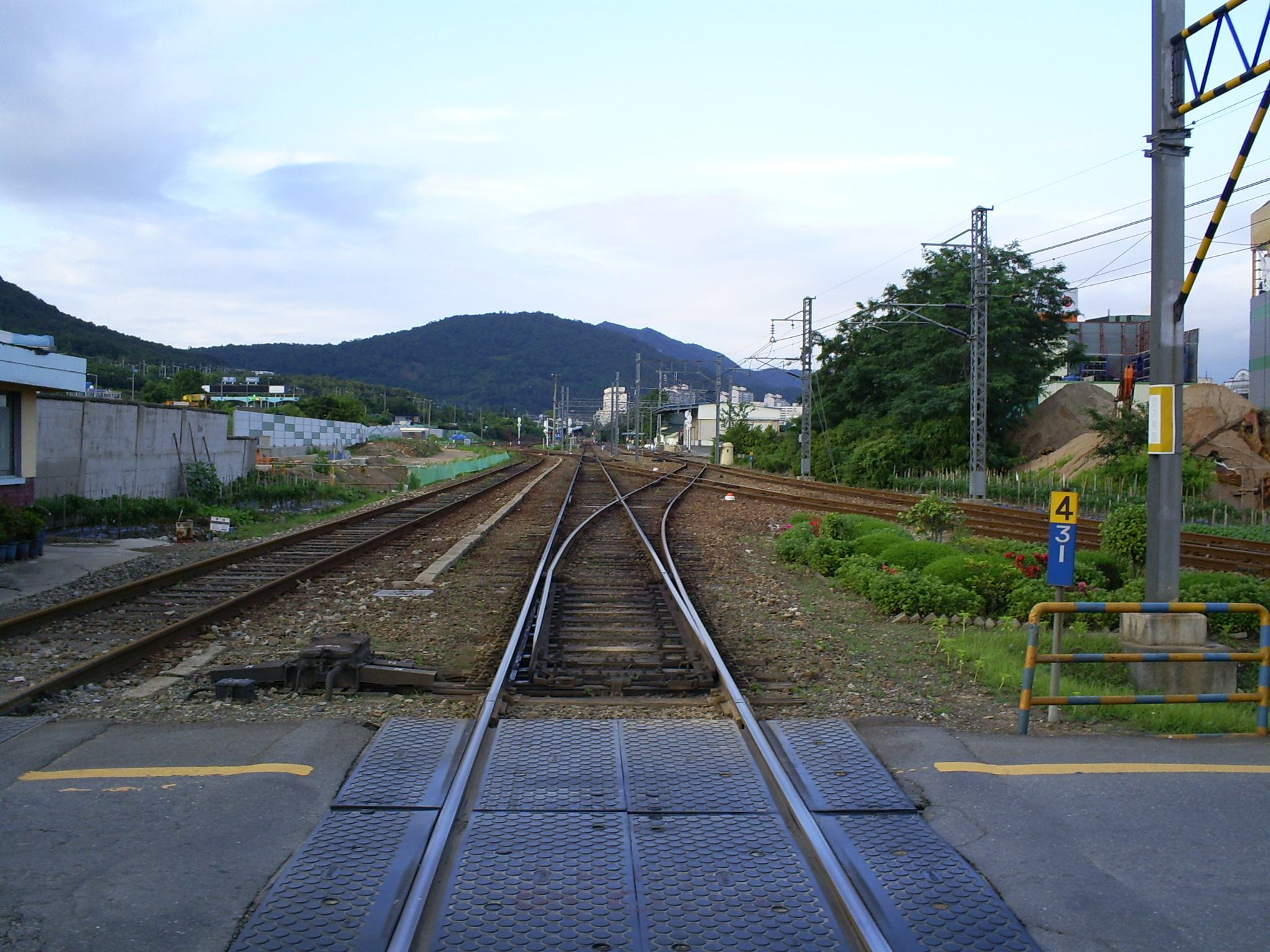
车站内部
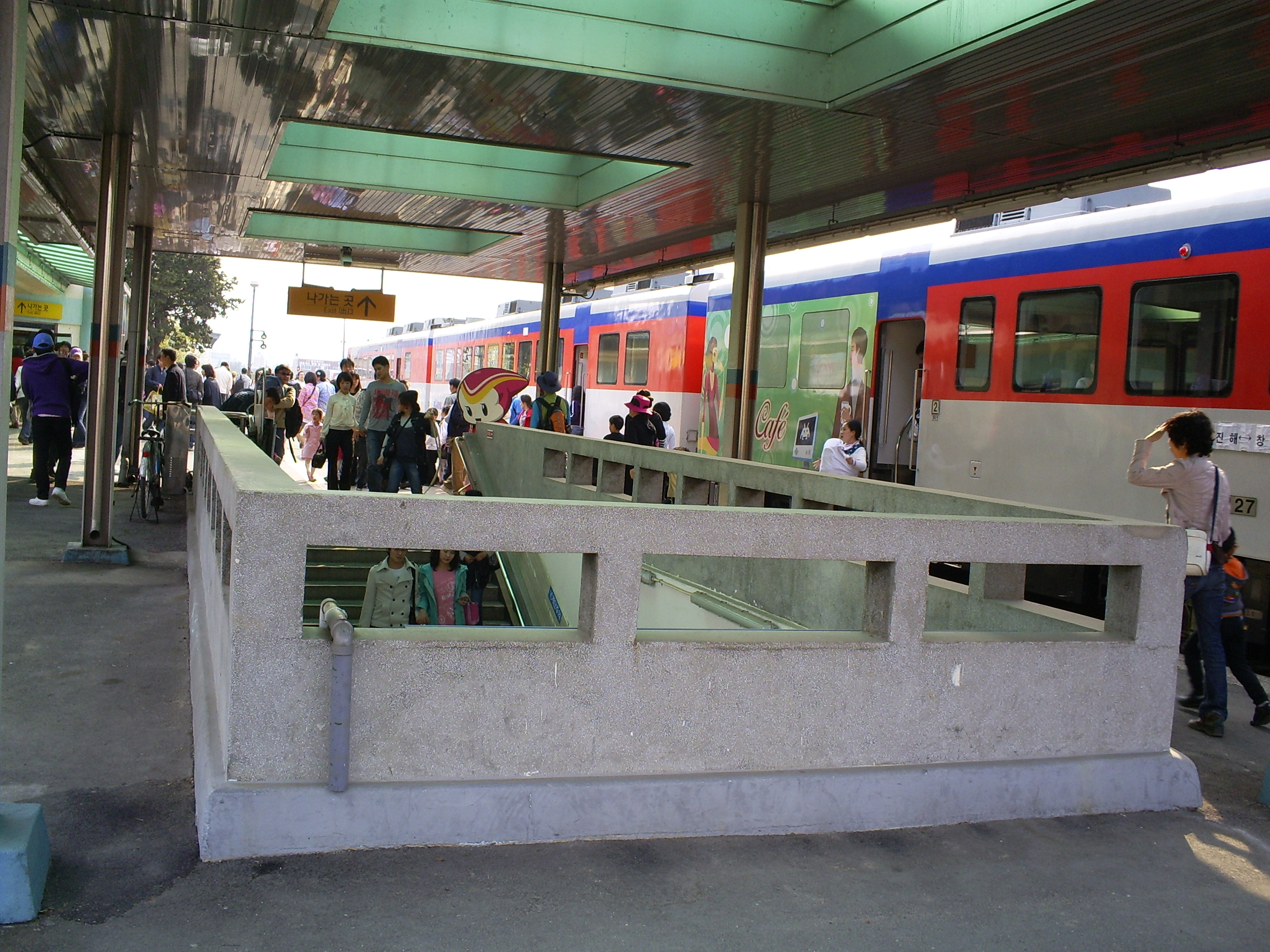
旧站舍时期车站内部

## 相鄰車站
韓國鐵道公社
慶全線
龍岡－昌原－馬山
德山線
昌原－龍岡
鎮海線
昌原－新昌原